# قضية هوليلاند

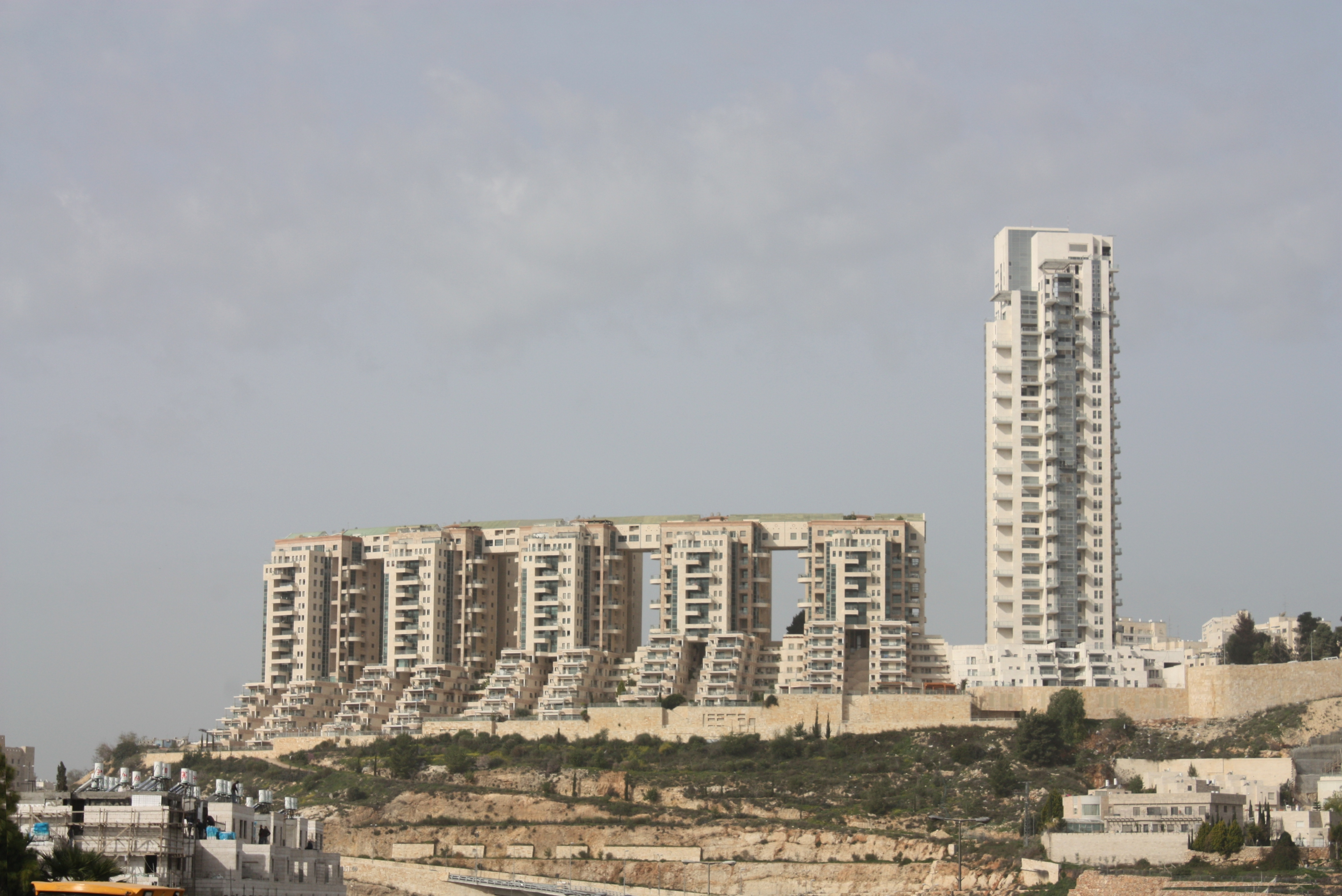

قضية هوليلاند هي قضية فساد رفيعة المستوى سميت على اسم مجمع مباني هوليلاند بارك في القدس، اتُهم فيها ثلاثة عشرمسؤولاً إسرائيلياً بالرشوة وغسيل الأموال، ومن بينهم رئيس الوزراء الإسرائيلي السابق إيهود أولمرت ورئيس بلدية القدس السابق أوري لوبوليانسكي، ومن بين المتهمين الثلاثة عشر، تمت تبرئة ثلاثة، وإدانة عشرة آخرين، بما في ذلك أولمرت.

## مجمع مباني هولي لاند بارك
أبراج هولي لاند عبارة عن مجمع من المباني السكنية الفاخرة في القدس، على طول الطريق السريع 50، تبعد 3.3 كم جنوب مدينة القدس. عندما تم هدم الفندق القديم، كشف المسح الأثري عن وجود مقبرة تعود إلى العصر البرونزي. في عام 1995 تم اعادة البناء في أراضي متحف اسرائيل. كانت الخطة الأولية هي استبدال الفندق الحالي بفندق أكبر، ثم تغيرت الخطة لبناء شقق سكنية، الأمر الذي أدى لإعادة تقسيم المناطق، وعملية إعادة التقسيم أدت إلى اتهامات الرشوة.

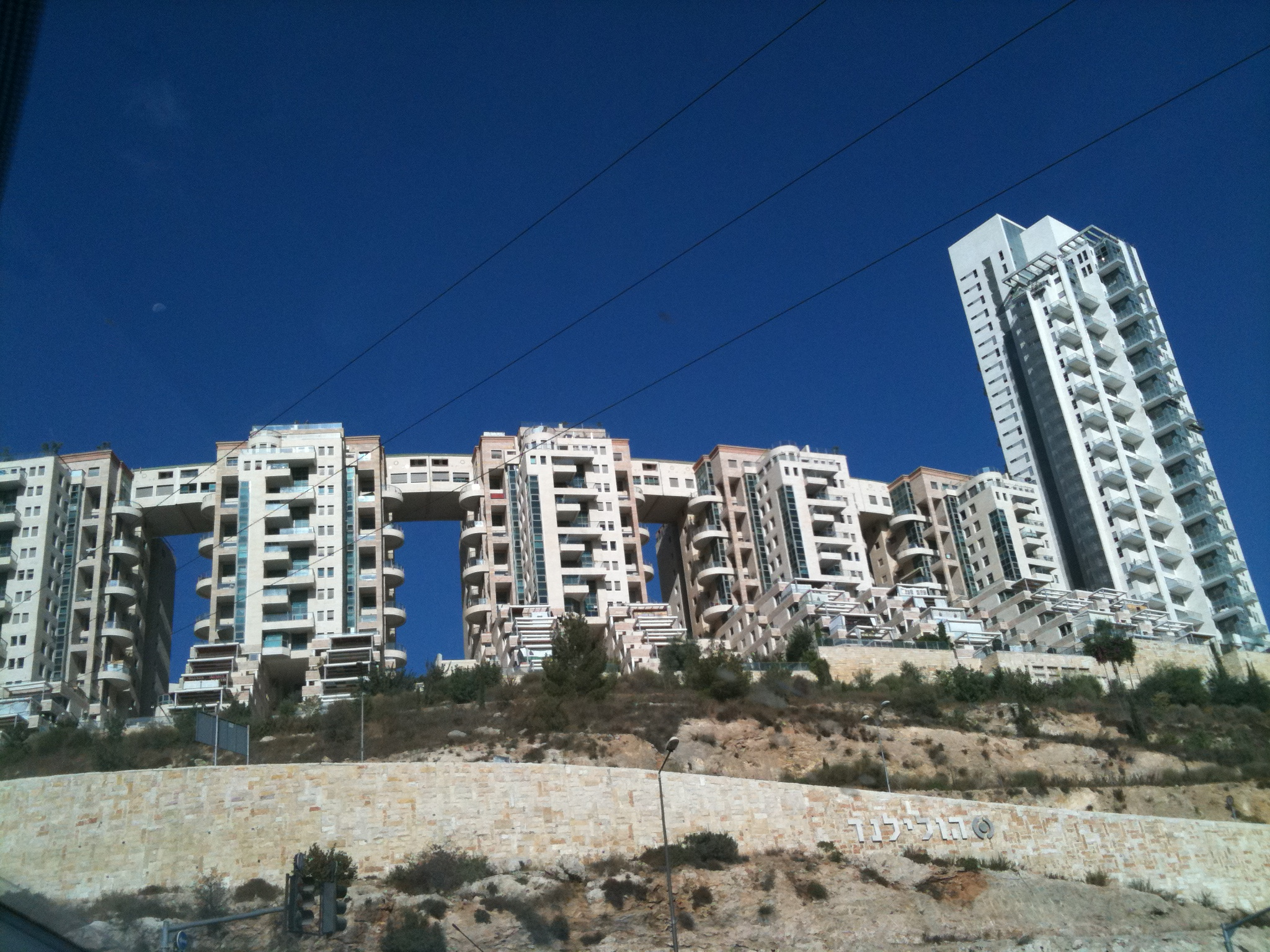

تضمنت الخطة ما مجموعه 1200 شقة على مساحة 60 دونم. تم بناء ناطحة سحاب واحدة وسبعة أبراج سكنية. برج هولي لاند 1، مبنى بارتفاع 32 طابقا، وهو أعلى مبنى في القدس. من المتوقع إنشاء برج مماثل رقم 2. في نفس المجمع يوجد برج هولي لاند بارك 1 إلى 7 (2004 – 2009)، كل منها 52 متر. ترتبط أبراج الحديقة ببعضها البعض عن طريق جسور جوية. تم تصميم المبنى من قبل المهندسين المعماريين ومخططي المدن كارمي، وسبيكتور أميسار، تيشبي روزيو، وموشيه زور. يمكن رؤية المباني من أي مكان في المدينة. وصفها النقاد بإنها مباني قبيحة وتتسبب إزعاج في أفق المدينة.

## الإدعاءات المبكرة
في عام 1996، ادعى الصحفي يوآف يتسحاق أن هيليل تشارني، مطور المشروع، حصل على تقييم خاطئ لقيمة الأرض، مما أدى إلى فوائد ضريبية كبيرة. بناءً على توجيهات النائب العام، تم فتح تحقيق جنائي ضد مفوض ضريبة الدخل، دورون ليفي، ونائبه أودي برزيلاي، ولكن لم تسفر التحقيقات التي أجرتها الشرطة عن مقاضاة المتهم، لكنها أجبرت دورون ليفي على الإستقالة. في عام 2008، كشف يوآف يتسحاق عن شكوك إضافية حول الرشاوي في المشروع، زاعماً أن المطورين قاموا برشوة رئيس بلدية القدس إيهود أولمرت، وتبع ذلك مسودة بيان المطالبة التي أعدها رجل الأعمال شمويل داشنر، الذي كان يعمل مستشاراً عقارياً ووسيطاً في مشروع هولي لاند، مدعياً أنه لم يحصل على جميع نفقاته وأتعابه المستحقة، ولأنه لم يتلقى رد على مطالبه فقد أعد مسودة لائحة دعوى ضد المتورطين في القضية، ثم اتصل بالشرطة بشأن الأمر.

## التحقيقات
في 6 إبريل 2010، ألقي القبض على خمسة أشخاص بتهمة الرشوة: هيليل تشارني، مائير رابين، الذي كان يعمل سابقاً في مشروع هولي لاند، إيلياهو حسون، محاسب هولي لاند، ومهندس مدينة القدس أوري شتريت، وشريك أولمرت السابق ومساعده المحامي أوري ميسر. تم وضع المشتبه به السادس، عمرام بنيزري تحت الإقامة الجبرية.
في 5 يناير 2012، قدمت النيابة العامة لدى المحكمة المركزية في تل أبيب لائحة اتهام ضد 17 متهماً بتهمة إعطاء أو تلقي رشاوى. ومن بين المتهمين رئيس الوزراء ورئيس البلدية السابق إيهود أولمرت، وهيلل تشارني، وأفيجدور كيلنر، وداني دانكنر نائب رئيس بنك هبوعليم ، ومائير رابين الذي عمل مساعداً لشموئيل داتشنر، ورئيس بلدية القدس السابق أوري لوبوليانسكي، ورئيسة أركان أولمرت السابقة شولا زاكين، ويعقوب إفراتي الذي ترأس إدارة أراضي إسرائيل. وقال المدعون العامون إن الفساد لم يكن حادثًا بالصدفة، بل كان جزءًا من ممارسات تجارية راسخة، حيث تم استخدام الرشوة لتقويض عملية التخطيط من خلال تغيير قوانين تقسيم المناطق، والتغلب على معارضة مجموعات المواطنين وتمكين انتهاكات لوائح البناء والتلوث.

## المحاكمة
بدأت مرحلة تقديم الأدلة في الأول من يوليو 2012 بشهادة شمويل داشنر بأنه أعطى أموالاً لشولا زاكين. توفي داتشنر في الأول من مارس 2013، بعد ساعات قليلة من استجوابه. بعد أربعة أيام من وفاته تم الكشف عن اسمه الكامل، حتى ذلك الحين كان يشار إليه بالأحرف الأولى من اسمه، SD. كما أكد يوسي أولمرت شقيق إيهود أولمرت أن صموئيل داتشنر أعطاه نصف مليون دولار، قبل أيام قليلة من النطق بالحكم في القضية، وقع المدعي العام على صفقة إقرار ذنب مع زاكين، وحكم عليها بالسجن لمدة 11 شهراً مقابل تقديم أدلة تدين أولمرت.
في 31 مارس 2014، وفي نهاية المحاكمة التي شملت 140 جلسة عقدت على مدى عامين، أدان قاضي المحكمة المركزية في تل أبيب ديفيد روزن 10 من المتهمين الثلاثة عشر، وبرأ يعقوب إفراتي، من إدارة أراضي إسرائيل ، وأمنون سافران، وشمعون جالون، المديرين التنفيذيين السابقين في هولي لاند بارك.
- أُدين إيهود أولمرت بتلقي رشاوى بقيمة 560 ألف شيكل (160 ألف دولار أميركي). وتمت تبرئة أولمرت من تهمتين أخريين تتعلقان بالرشوة. رفض القاضي رواية أولمرت للأحداث، معلناً أنه كذب على المحكمة، حكم عليه بالسجن من 6-8 سنوات، وغرامة مليون شيكل.[11]
- أدينت شولا زاكين بجميع التهم المتعلقة بتلقي رشاوى بلغت قيمتها مئات الآلاف من الدولارات، فضلاً عن تهمة غسل الأموال، وتمت تبرئتها فقط من تهمة تلقي رشوة قدرها عشرة آلاف شيكل. حكم عليها بالسجن من 11-41 شهرًا، وغرامة 25 ألف شيكل ومصادرة 75 ألف شيكل.
- إدانة أوري لوبوليانسكي بتهمة تلقي رشاوى بلغ مجموعها أكثر من مليوني شيكل.
- أُدين أفيجدور كيلنر، مؤسس "هولي لاند بارك"، بتهمة غسل الأموال والرشوة. حكم عليه بالسجن 3 سنوات وغرامة مليون شيكل ومصادرة نصف مليون شيكل.
- أدين هيليل تشارني، صاحب مشروع هولي لاند، والذي استأجر داتشنر للترويج للمشروع، بتهمة رشوة أولمرت وشولا زاكين ورئيس البلدية السابق أوري لوبوليانسكي، فضلاً عن تهمة غسل الأموال. حكم عليه بالسجن من 3.5 إلى 5 سنوات، وغرامة مليون شيكل ومصادرة مليون شيكل.
- أدين مائير رابين، الذي كان المساعد الرئيسي للشاهد شموئيل داخنر، بتهمة غسل الأموال والرشوة بمبلغ 1.2 مليون شيكل. حكم عليه بالسجن 5 سنوات.
- أدين أوري شتريت، المهندس السابق لبلدية القدس، بتلقي رشوة بقيمة 130 ألف شيكل من داتشنر وغسل الأموال.
- أدين داني دانكنر بتهمة الرشوة وتزوير وثائق الشركة وغسيل الأموال.
- أدين إليعازر سيمحايوف، نائب رئيس بلدية القدس السابق، بتلقي رشاوى من داخنر بلغ مجموعها 165 ألف شيكل، وتمت تبرئته من تهمة تلقي رشاوى بلغ مجموعها 130 ألف شيكل.
- أدين أبراهام فاينر، عضو مجلس بلدية القدس، بتهمة تلقي رشوة بقيمة 680 ألف شيكل.
- حُكم على هيليل تشيرني بالسجن لمدة 3.5 سنوات.[12]